# Jonathan Fagerlund

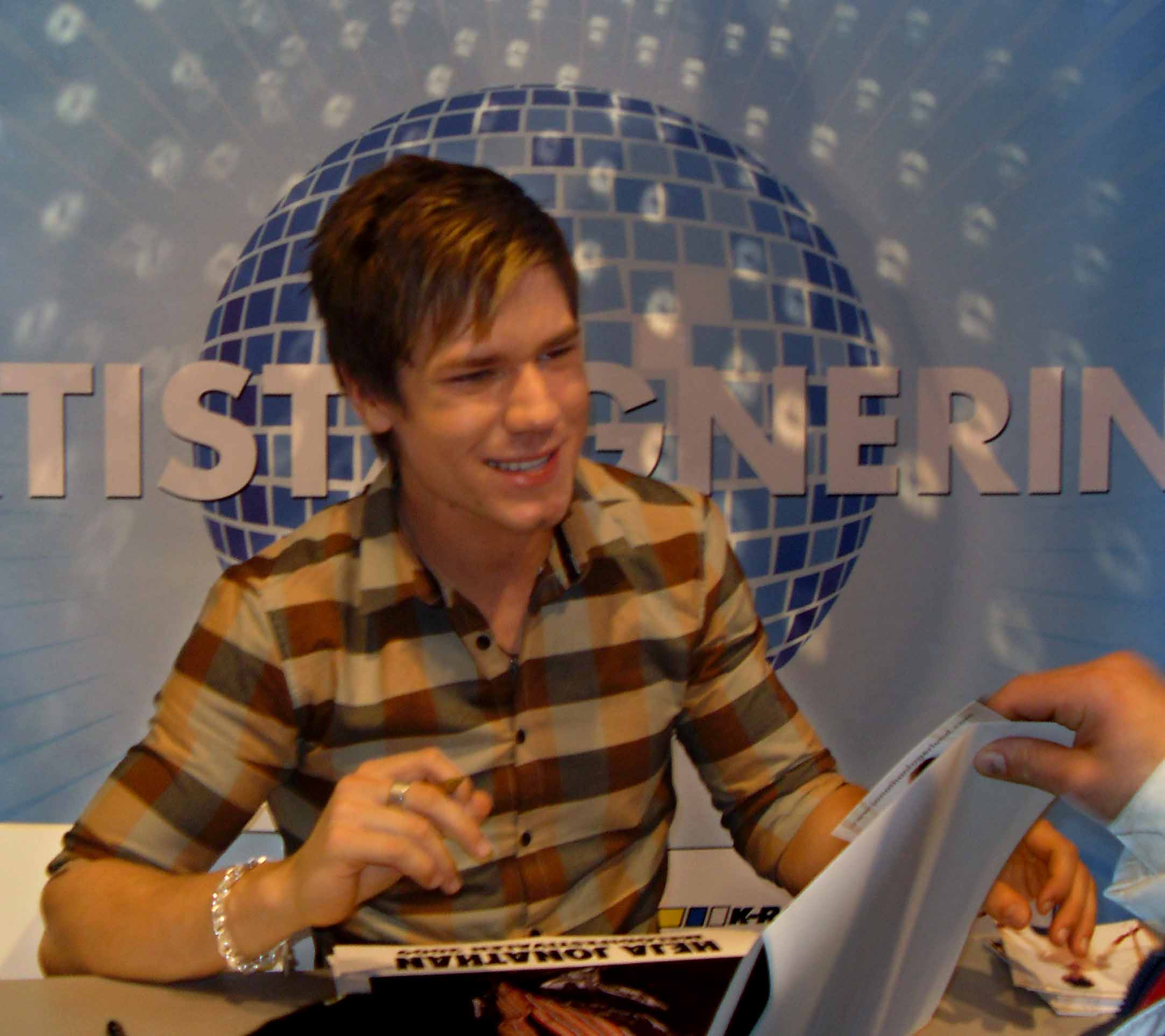
Jonathan Fagerlund

Jonathan Fagerlund (ur. 8 stycznia 1991 w Jönköping) – szwedzki piosenkarz, który brał udział w programie Super Troupers. 7 lutego 2009 zaprezentował się wraz z piosenką „Welcome to my life” w pierwszym półfinale szwedzkich preselekcji do Eurowizji 2009 – Melodifestivalen 2009.
| Tytuł piosenki     | Szwecja | Europa |
| ------------------ | ------- | ------ |
| Flying             | -       | -      |
| Welcome to my life | 53      | -      |

| Tytuł piosenki     | Szwecja | Europa |
| ------------------ | ------- | ------ |
| Playing Me         | 4       | -      |
| Welcome to my life | 23      | -      |